# Kånesjö
Kånesjö är en sjö i Uppvidinge kommun i Småland och ingår i Alsteråns huvudavrinningsområde. Sjön har en area på 0,398 kvadratkilometer och ligger 193 meter över havet. Vid provfiske har abborre, braxen, gädda och mört fångats i sjön.

## Delavrinningsområde
Kånesjö ingår i det delavrinningsområde (631742-149223) som SMHI kallar för Ovan Bredabäck. Medelhöjden är 178 meter över havet och ytan är 62,22 kvadratkilometer. Räknas de 16 avrinningsområdena uppströms in blir den ackumulerade arean 441,32 kvadratkilometer. Avrinningsområdets utflöde Alsterån mynnar i havet. Avrinningsområdet består mestadels av skog (81 procent). Avrinningsområdet har 1,5 kvadratkilometer vattenytor vilket ger det en sjöprocent på 2,4 procent. Bebyggelsen i området täcker en yta av 1,25 kvadratkilometer eller 2 procent av avrinningsområdet.